# Новогуровка (Криничанский район)
Новогуровка (укр. Новогурівка) — село,
Катеринопольский сельский совет,
Криничанский район,
Днепропетровская область,
Украина.
Код КОАТУУ — 1222083007. Население по переписи 2001 года составляло 98 человек.

## Географическое положение
Село Новогуровка находится на берегу безымянной речушки, которая через 1,5 км впадает в реку Саксагань,
на расстоянии в 2 км расположено село Катеринополь.
Через село проходит автомобильная дорога М-04 (E 50).